# 莫洛伊斯蘭解放陣線

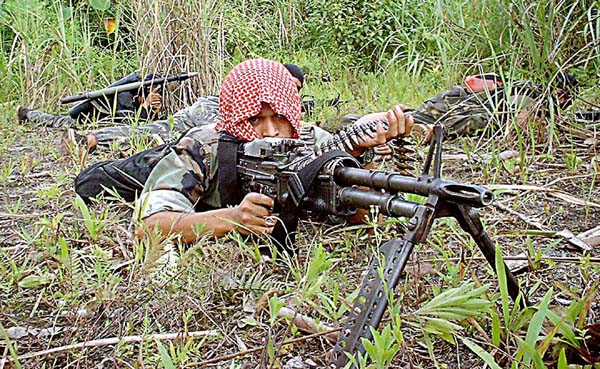
一位莫洛伊斯蘭解放陣線成員

莫洛伊斯蘭解放陣線（英語：Moro Islamic Liberation Front，MILF，Jabhat Taḥrīr Moro al-ʾIslāmiyyah）是一個位于菲律賓南部的伊斯蘭教武裝組織，以建立獨立的伊斯蘭教國家為宗旨，是菲律賓境內最大的游擊隊，1978年由神職人員哈信成立，脫離莫洛民族解放陣線，和菲律賓政府在民答那峨島、蘇祿群島、巴拉望省和巴西蘭省等地發生武裝衝突。
该组织的武装部队是邦薩莫洛伊斯兰武装部队（BIAF），尽管其上级组织莫洛伊斯蘭解放陣線的名称经常被用来指代BIAF。2018年7月，菲律宾政府通过了邦薩莫洛组织法，给予穆斯林更多自主权。作为回报，摩洛伊斯兰解放阵线宣布将解除其30,000名战士的武装。
2012年10月15日，菲律賓政府與摩洛伊斯蘭解放陣線簽署停火框架協議，2014年完成全面協議。2017年7月，邦薩摩洛基本法火速通過批准簽字。
2018～2019，菲南一連串關於邦萨摩洛的公投，讓自治區不僅確立，並不斷對外擴張版圖。
2019年2月，MILF首領Murad Ibrahim出任過渡管理局首長，成員組成由41名MILF和39名政府官員，3月邦薩摩洛自治區正式上路。

## 相關參見
- 馬馬薩帕諾衝突